# گوتا گو ۲۴۲
گوتا گو ۲۴۲ (به آلمانی: Gotha Go 242) یک بادپر نظامی ترابری ساخت شرکت گوتار واگون‌فابریک در آلمان بود که در جریان جنگ جهانی دوم در لوفت‌وافه از آن استفاده شد.

## طراحی و توسعه
کار طراحی بادپر تهاجمی گو ۲۴۲ توسط آلبرت کالکرک با تایید وزارت هوانوردی رایش انجام شد؛ این هواگرد تقریبا سه برابر ده‌اف‌اس ۲۳۰، بادپر نیرو بر مورد استفاده لوفت‌وافه گنجایش داشت. چارچوب بدنه گو ۲۴۲ از لوله‌های فولادی بود که روی آن پوشش پارچه‌ای قرار داشت. ارابه فرود قابل رها شدن بود و فرود روی دو پایه لغزشی باز شو صورت می‌گرفت. بال‌ها از چوب با پوشش پارچه و تخته سه‌لایه بودند. هواگرد می‌توانست ۲۱ نیروی کاملا مجهز یا هم‌وزن آن محموله نظامی از جمله خودرو، حمل کند که از در لولا دار پشت بدنه در آن بارگیری می‌شد.
دو پیش‌نمونه اوایل سال ۱۹۴۱ به پرواز درآمدند. مدل پیش‌تولید گو ۲۴۲آ-۰ و تولید گو ۲۴۲آ-۱ بلافاصله ایجاد و از سال ۱۹۴۲ وارد خدمت شدند. گو ۲۴۲آ-۱ از گونه ترابری، دم‌سازه بلندتر و یک ابزار ترمز در پایه لغزش دماغه داشت و تا چهار مسلسل ام‌گه ۱۵ در دُم، اطراف و اتاقک در آن نصب می‌شد. چند فروند با ارابه پاچیله آزمایش شدند که نخستین آن‌ها به صورت عملیاتی اوایل سال ۱۹۴۲ در جبهه شرقی جنگ جهانی دوم به‌کار رفت. از گو ۲۴۲آ-۲ برای حمل نیرو استفاده شد. این مدل درهای بیشتری در بخش پشتی داشت. هاینکل هائی ۱۱۱ معمولا آن را یدک می‌کشید. نصب تجهیزات مختلف راکت برای کمک در برخاست امکان‌پذیر بود.
گو ۲۴۲ب با ارابه فرود دماغه‌چرخ رها شونده سال ۱۹۴۲ پدید آمد. دو نسخه ‌گو ۲۴۲ب-۱ و گو ۲۴۲ب-۲ اساسا در ارابه فرود اصلی تفاوت داشتند. مدل‌های نیرو بر گو ۲۴۲ب-۳ و گو ۲۴۲ب-۴ با در پشتی دو تایی بودند. گو ۲۴۲ب-۵ هدایت دو تایی برای آموزش خلبان داشت.
گو ۲۴۲سی-۱ گونه ویژه برای حمله به اهداف دریایی، مخصوصا لنگرگاه ناوگان بریتانیا در اسکاپا فلو، بود. این مدل با بدنه قایقی و شناورهای تثبیت‌کننده زیر بال‌ها، یک قایق تهاجمی با خرج انفجاری را حمل می‌کرد. تعدادی از آن به اسکادران ۶ جناح ۲۰۰ رزمی تحویل گردید اما استفاده عملیاتی نشد.
در  جریان فرایند توسعه گو ۲۴۲، طرح‌هایی برای موتوریزه کردن پیش کشیده شد که در آن یک موتور در دماغه نصب می‌شد تا هواگرد ارتفاع خود را حفظ کند. پس از پیروزی بر فرانسه تعداد زیادی از موتور  شعاعی ژنوم ارون ۱۴ام به دست آلمانی‌ها افتاد. گو ۲۴۲ به گونه‌ای اصلاح شد که دو موتور در انتهای دم‌سازه‌هایی نصب گشت. این هواگرد جدید با ارابه فرود سه‌چرخه ثابت، گوتا گو ۲۴۴ نام گرفت. مجموعا ۱۳۳ فروند از هواگردهای گو ۲۴۲ب به هواگرد جدید تبدیل شدند.